# Max Theodor von Karajan

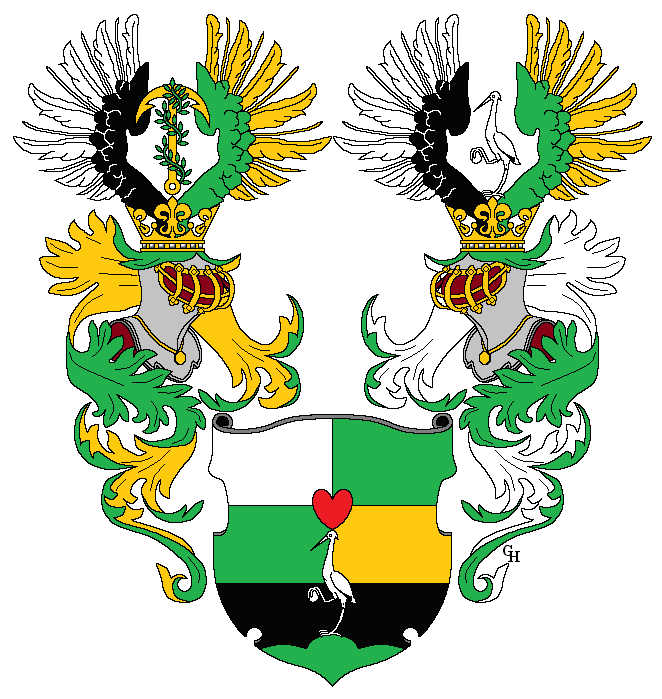
Wappen der Familie von Karajan, österreichischer Ritterstand 1869.

Max Theodor von Karajan (* 1. Juli 1833 in Wien; † 20. August 1914 in Salzburg) war ein österreichischer klassischer Philologe aus der Familie von Karajan, der von 1857 bis 1904 als Hochschullehrer an der Universität Graz wirkte.

## Leben
Max Theodor von Karajan, der Sohn des Historikers Theodor von Karajan (1810–1873), studierte Klassische Philologie an den Universitäten zu Göttingen, Berlin und Bonn. Die Burschenschaft Hannovera Göttingen ernannte ihn im Wintersemester 1854/55 zum Ehrenmitglied; in Bonn trat er 1855/56 der Burschenschaft Frankonia bei. An der Universität Bonn wurde er 1857 in absentia (abwesend) promoviert. Seine zu diesem Zweck verfasste Dissertation behandelte die römische Geschichtsschreibung (De Romanorum annalibus et historiis).
Noch im Jahr seiner Promotion habilitierte sich Karajan an der Universität Graz mit einer Arbeit über die Scholien zur Odyssee. In Graz wirkte Karajan den Rest seines Lebens: Zunächst als Privatdozent, ab 1859 als titulärer außerordentlicher Professor, ab 1863 als planmäßiger Extraordinarius, ab 1867 als Ordinarius. In den Jahren 1869/1870 und 1889/1890 war er Dekan der Philosophischen Fakultät, im Jahr 1873/74 Rektor der Universität Graz. 1904 trat Karajan in den Ruhestand.
Außerhalb seiner akademischen Lehrtätigkeit trat Karajan nicht durch philologische Arbeiten hervor. Seine einzige Veröffentlichung auf diesem Gebiet außer seiner Habilitationsschrift (die Dissertation wurde nicht gedruckt) war ein Aufsatz über die Rezitativpartien der griechischen Tragiker (1893).
Wichtiger war Karajans Wirken für die Universität und Stadt Graz. Gemeinsam mit Ferdinand Bischoff (1826–1915) und dem Musikwissenschaftler Friedrich von Hausegger gründete er den Grazer Singverein. Zu dessen vierzigstem Stiftungsfest verfasste er die 1909 erschienene Schrift „Der Singverein in Graz in den ersten vierzig Jahren seines Bestehens (1866/67–1905/06)“. Als Vertreter der Universität im ständigen Baukomitee beeinflusste er die Neubaumaßnahmen an den Einzelinstituten und am Hauptgebäude der Universität. Hierzu schrieb er die Geschichte der räumlichen Entwicklung der Universität Graz.

## Werke
- De Romanorum annalibus et historiis. Dissertation 1857.
- Die Handschriften der Scholien zu Odyssee. In: Sitzungsberichte der Kaiserlichen Akademie der Wissenschaften in Wien, phil.-hist. Classe. Band 22, Wien: K.-k. Hof- und Staatsdruckerei in Commission bei Karl Gerold’s Sohn, 1857.
- Über die Recitativpartien der griechischen Tragiker. 1893
- Geschichte der räumlichen Entwicklung der Universität Graz. In: Festschrift zur Feier der Schlußsteinlegung des neuen Hauptgebäudes der Grazer Universität am 4. Juni des Jahres 1895. Graz 1895.